# کینگشی، دونگوانگ
کینگشی، دونگوانگ (به لاتین: Qingxi) یک شهرک در جمهوری خلق چین است که در دونگوان واقع شده‌است.